# Марк Нумий Сенецио Албин (консул 227 г.)
Вижте пояснителната страница за други личности с името Марк Нумий Сенецио Албин.
Марк Нумий Сенецио Албин (на латински: Marcus Nummius Senecio Albinus) e политик и сенатор на Римската империя през 3 век.

## Биография
Албин произлиза от Беневенто в Южна Италия. Син е на Марк Нумий Сенецио Албин (консул 206 г.).
През 227 г. по времето на император Александър Север Албин е консул заедно с Марк Лелий Фулвий Максим Емилиан.